# Chilli (album)
Chilli... – album grupy Chilli wydany w 2009 roku. Na albumie wystąpiły gościnnie Ania Dąbrowska i Paulina Przybysz.

## Lista utworów
1. "Świetnie, rewelacja" (muz. Robert Cichy, Marcin Śnigurowicz, Grzegorz Zioła, sł. Robert Cichy) – 4:32
2. "Hush mnie kushi" (muz. Robert Cichy, Marcin Śnigurowicz, Grzegorz Zioła, sł. Robert Cichy) – 3:18
3. "Sąsiad" (muz. Robert Cichy, Marcin Śnigurowicz, Grzegorz Zioła, sł. Marcin Śnigurowicz) – 3:20
4. "Zakopałem" (muz. Robert Cichy, Marcin Śnigurowicz, Grzegorz Zioła, sł. Marcin Śnigurowicz, Robert Cichy) – 4:31
5. "Mr. Śmigło" (muz. Robert Cichy, Marcin Śnigurowicz, Grzegorz Zioła, sł. Robert Cichy) – 3:40
6. "Dr Jelito" (muz. Robert Cichy, Marcin Śnigurowicz, Grzegorz Zioła, sł. Robert Cichy) – 3:00
7. "Plakala" (muz. Robert Cichy, sł. Robert Cichy) – 4:15
8. "Anton" (muz. Robert Cichy, Marcin Śnigurowicz, Grzegorz Zioła, sł. Robert Cichy) – 3:16
9. "Call It Love" (muz. Robert Cichy, Marcin Śnigurowicz, Grzegorz Zioła, sł. Robert Cichy) – 4:50
10. "Hi Neck" (muz. Robert Cichy, Marcin Śnigurowicz, Grzegorz Zioła, sł. Robert Cichy) – 4:09
11. "World Peace Council" (muz. Robert Cichy, sł. Robert Cichy) – 5:01
12. "Endżel" (muz. Robert Cichy, sł. Robert Cichy) – 4:20
13. "Fransula" (muz. Robert Cichy, Marcin Śnigurowicz, Grzegorz Zioła, sł. Robert Cichy) – 4:37
14. "I Say..." (muz. Robert Cichy, Marcin Śnigurowicz, Grzegorz Zioła, sł. Robert Cichy) – 4:35
15. "Small Chicken" (muz. Robert Cichy, Marcin Śnigurowicz, Grzegorz Zioła, sł. Robert Cichy) – 3:28

## Muzycy
- Robert Cichy – śpiew, gitary, bałałajka,
- Marcin Śnigurowicz – śpiew, perkusja, instrumenty perkusyjne,
- Grzegorz Zioła – gitara basowa,

Gościnnie:
- Ania Dąbrowska – śpiew,
- Paulina Przybysz – śpiew,
- Mietek Grubiak – saksofon,
- Mariusz Ziętek – waltornia,
- Magdalena Ziętek – skrzypce,
- Ygor Przebindowski – fortepian, akordeon,
- DJ S-Master – scratch,
- Dori Fi – śpiew,